# Turricaspia variabilis
Turricaspia variabilis е вид охлюв от семейство Hydrobiidae. Видът не е застрашен от изчезване.

## Разпространение
Разпространен е в Азербайджан (Нахичеван), България, Грузия, Иран, Казахстан, Румъния, Русия (Дагестан, Сахалин и Чечня), Туркменистан, Турция и Украйна.